# Райф, Якоб Фридрих
Якоб Фридрих Райф (23 декабря 1810, Файхинген-на-Энце — 6 июля 1879, Тюбинген) — германский философ и преподаватель.
Среднее образование получил в гимназии родного города и в Штутгарте, где учился в 1825—1828 годах. В 1828—1829 годах изучал протестантское богословие и философию в Тюбингене. После получения учёной степени в 1833 году некоторое время преподавал в семинариях, с 1837 года вернулся в Тюбингенский университет в качестве лектора, в 1840 году получил учёное звание приват-доцента, 14 февраля 1844 года был назначен экстраординарным, а 9 октября 1855 года — ординарным профессором. С 1863 по 1864 год занимал пост ректора университета. Вышел в отставку в 1877 году из-за болезни сердца.
Как философ сначала был сторонником Гегеля, но впоследствии подвергал его идеи критике, создав собственное учение. Отрицал гегелевские идеи дуализма и считал практический разум преобладающим по отношению к теоретическому. Главные работы: «Ueber die wichtigsten Punkte der Philosophie» (1842), «Der Anfang der Philosophie» (1840), «System der Willensbestimmungen oder die Grundwissenschaft der Philosophie» (1842) и «Ueber die Hegel’sche Dialektik» (1867).